# Holomatix Rendition
Holomatix Renditionは、mental rayとの広い互換性を有するレイトレースレンダラーである。このレンダリング手法はFPrimeのものに似ており、最終プロダクション品質の画像が得られるまで、継続的にリファインされたレンダリング画像を表示するものであった。これは、ブロックごとにレンダリング画像が出来ていく従来のレンダリング手法とは異なる。
この製品はロンドンのHolomatix社によって開発された。2011年12月、Rendition製品は取り下げられ、利用できなくなり、アップデートされなくなった。また、この製品は開発元のWebサイトで言及されなくなった。この製品の後継はSprayTraceである。

## 重要な特徴
- リアルタイム(プログレッシブ)レンダリングエンジン
- Mental Rayシェーダー及びライティングモデル
- Mental Rayに向けてコンパイルされたサードパーティーシェーダーの対応

## レンダリングの特徴
mental rayと同等のシェーダー及びライティングモデルを使用しているため、Renditionは、以下を含むmental rayと同等のレンダリング及びレイトレーシングの特徴に対応している:
- ファイナル・ギャザリング
- グローバル・イルミネーション (フォトンマッピングを通して)
- ポリゴン及びパラメトリックサーフィス (NURBS、サブディビジョン)
- ディスプレースメントマッピング
- モーションブラー
- レンズシェーダー